# Bahnhof Heilbad Heiligenstadt
Der Bahnhof Heilbad Heiligenstadt ist eine Betriebsstelle der Bahnstrecke Halle–Hann. Münden und der früher hier abzweigenden Bahnstrecke Heiligenstadt–Schwebda auf dem Gemeindegebiet von Heilbad Heiligenstadt in Thüringen.

## Lage
Der Bahnhof befindet sich am westlich Rand der Heiligenstädter Innenstadt nördlich der Leine. Die Straßenanbindung erfolgt über die Bahnhofstraße und den Bahnhofsplatz mit einer kleinen Parkanlage. Unmittelbar benachbart wurde der Zentrale Busbahnhof von Heiligenstadt errichtet.

## Geschichte

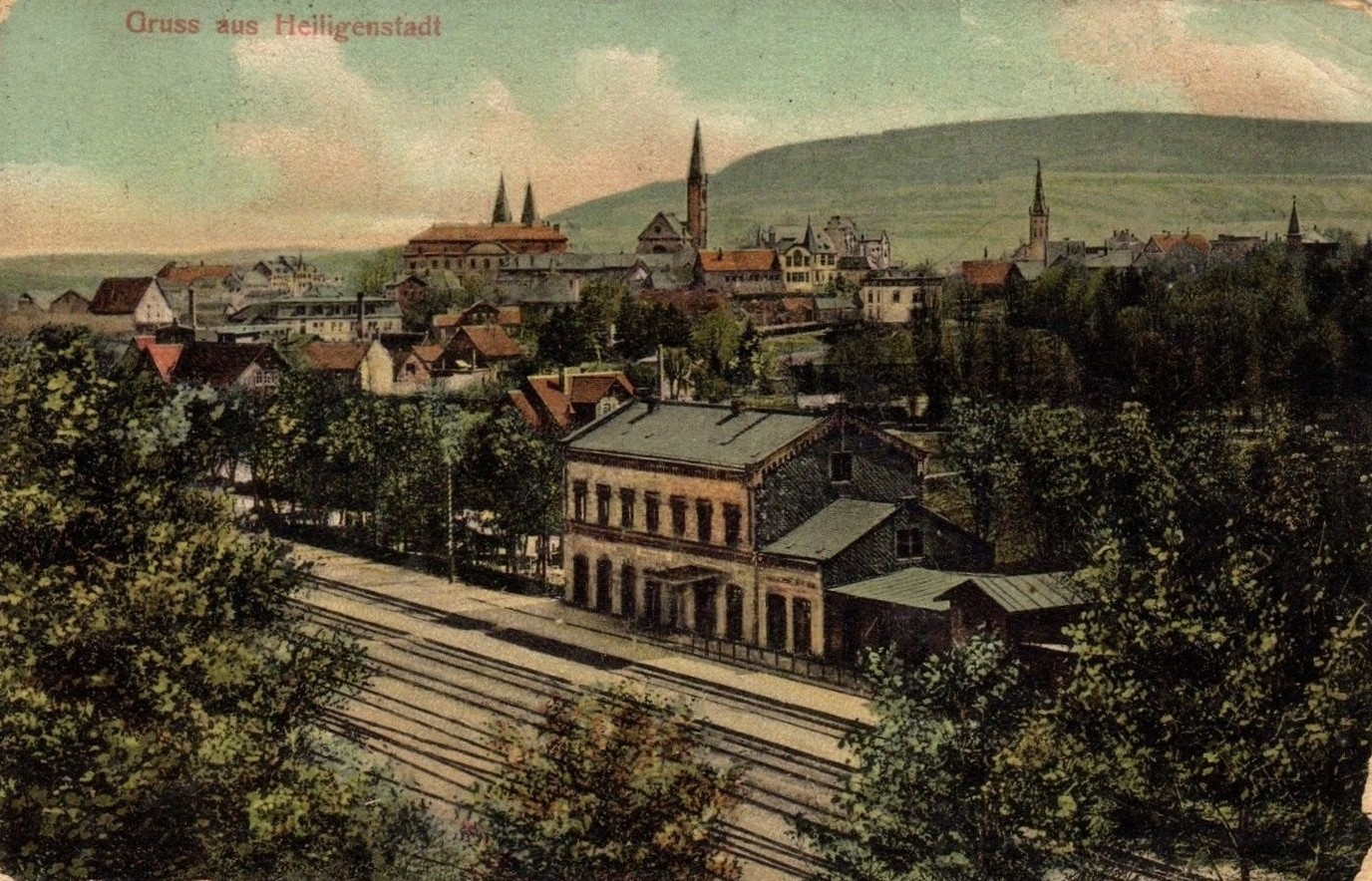
Bahnhof Heiligenstadt (1907)

Mit dem Bau der Bahnstrecke Halle–Nordhausen–Leinefelde–Arenshausen im Jahre 1867 wurde Heiligenstadt auf dem Schienenweg zunächst in östlicher Richtung angebunden. Am 9. Juli 1867 wurde der Streckenabschnitt vom Nordhausen nach Arenshausen offiziell eröffnet. Am 1. August des gleichen Jahres wurde die Bahnstrecke mit dem Streckenabschnitt von Arenshausen über Friedland nach Göttingen an die Bahnstrecke Hannover–Kassel angeschlossen. 1872 wurde schließlich die ursprünglich geplante Streckenführung von Halle nach Kassel über den neuerbauten Bahnhof Eichenberg in Betrieb genommen.
1914 wurde eine weitere Eisenbahnstrecke von Heiligenstadt nach Schwebda eröffnet, wodurch der Bahnhof zu einem Trennungsbahnhof wurde. Ein zusätzlicher Bahnsteig für diese Strecke wurde östlich des Empfangsgebäudes errichtet, sowie Gleisanlagen und ein eigener Güterschuppen am östlichen Ende des Bahnhofgeländes. 1947 wurde der Betrieb auf dieser Strecke wieder eingestellt und die Strecke abgebaut, nur noch der Abschnitt bis Heiligenstadt Ost blieb für den Güterverkehr bis nach 1990 in Betrieb.
Zum Bahnhof gehörte eine Güterabfertigung mit separaten Güterschuppen und mehreren Ladegleisen. Nach 1990 wurde der Güterverkehr am Bahnhof eingestellt und die nicht mehr benötigten Gleise wurden abgebaut. Der Güterschuppen blieb erhalten, er dient heute privaten Zwecken. Das Gelände des Güterabfertigung wurde im Rahmen von Straßenerschließungsumbauten zwischenzeitlich komplett umgestaltet. Das Empfangsgebäude wurde von der Deutschen Bahn an einen Privateigentümer verkauft.
Das alte mechanische Stellwerk wurde abgerissen, nach dem es 1994 durch ein ferngesteuertes Stellwerk vom Typ El L (ESTW L90) ersetzt wurde. Der Bahnhof hat heute drei Bahnsteige mit einer Nutzlänge von 163 bzw. 164 Metern und einer Höhe von 550 Millimetern über Schienenoberkante. Die Bahnsteige sind über Treppenanlagen und zwei Fahrstühle miteinander verbunden. Am 26. Januar 2022 wurde auf dem Bahnhofsvorplatz ein Video-Reisezentrum eröffnet.
Die ursprüngliche Bezeichnung des Bahnhofes lautete Heiligenstadt (Eichsfeld) bzw. Heiligenstadt (Eichsf).

## Heutige Ansichten

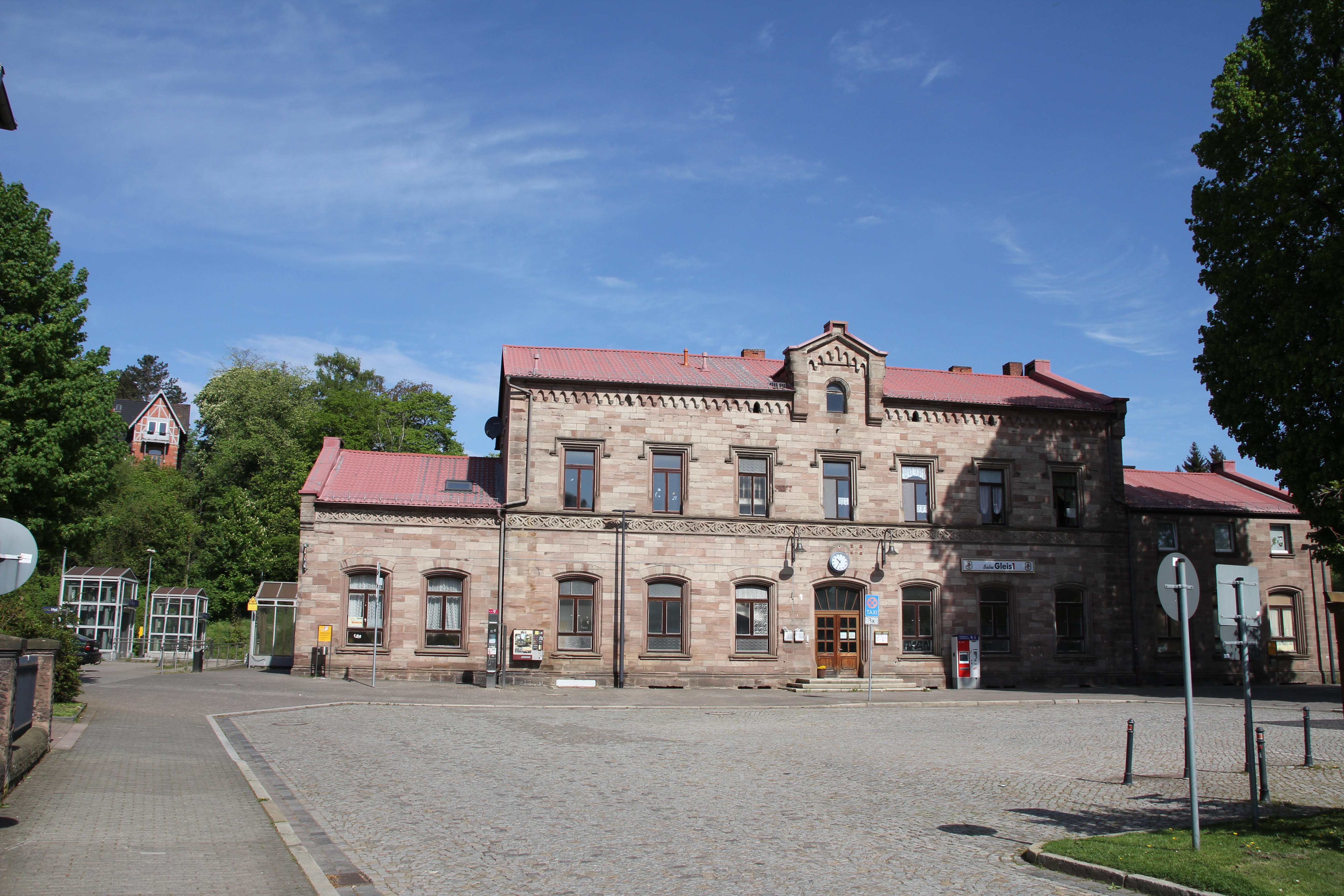
Empfangsgebäude, Straßenseite
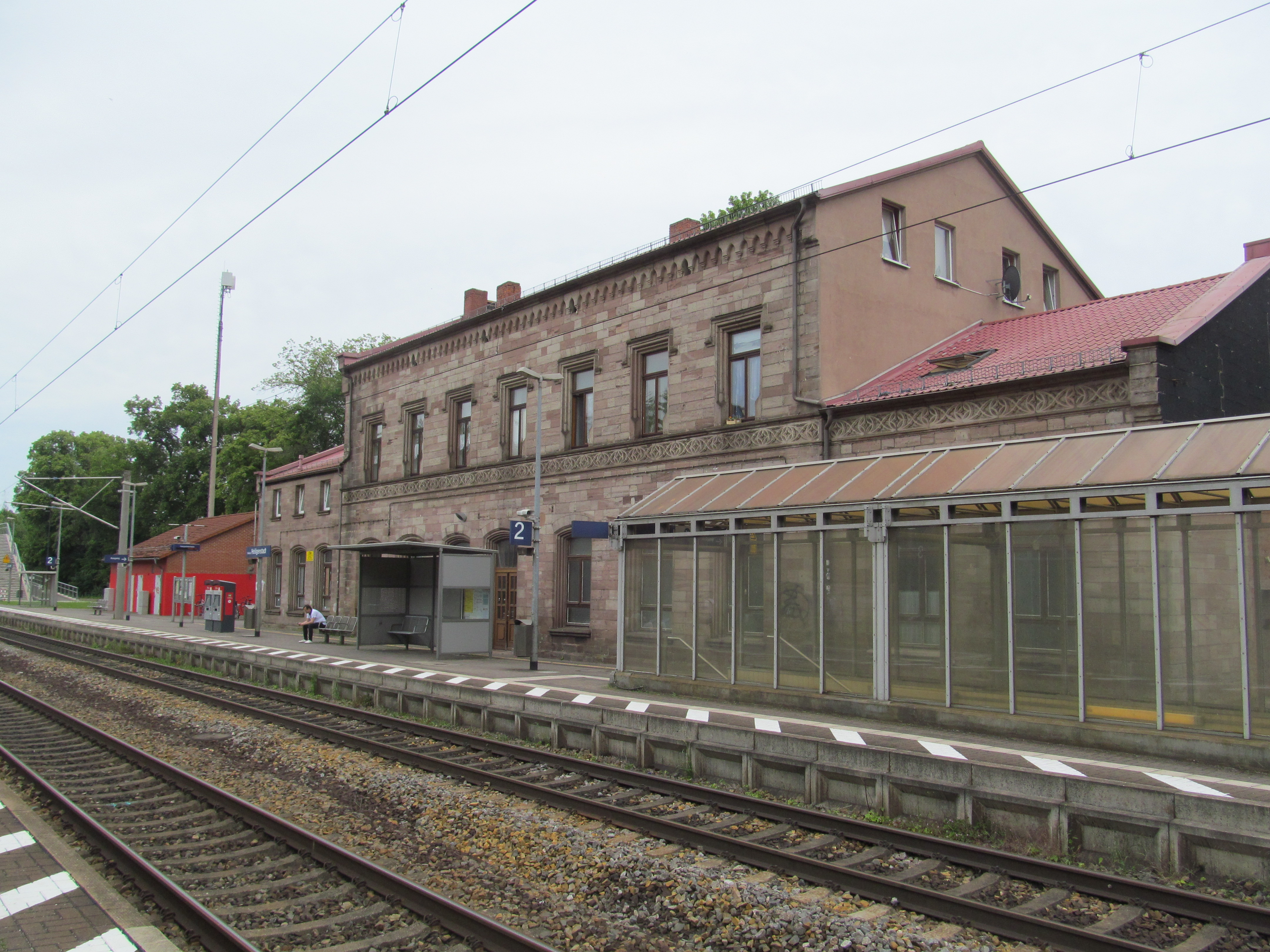
Empfangsgebäude, Gleisseite
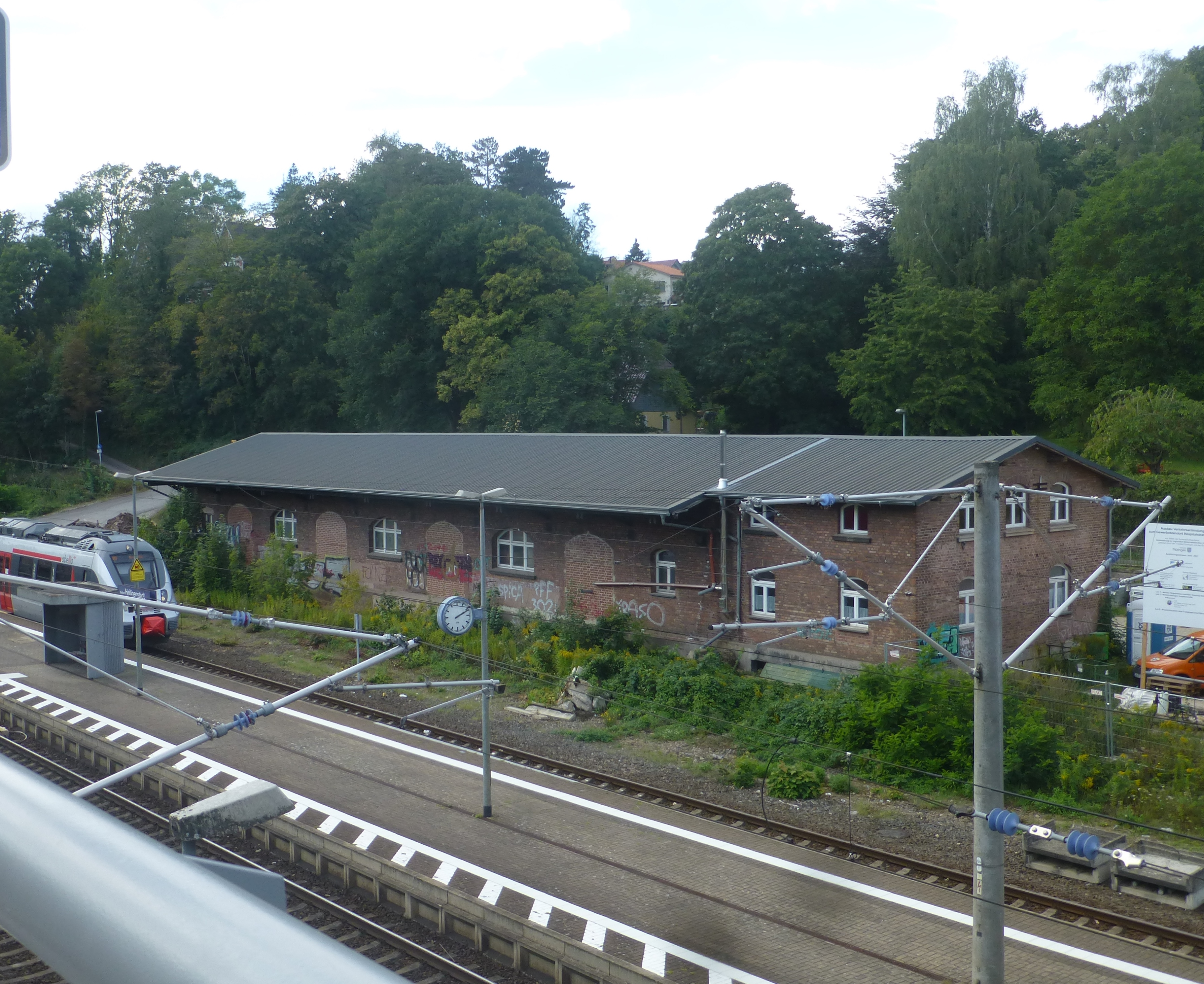
Ehemalige Güterabfertigung
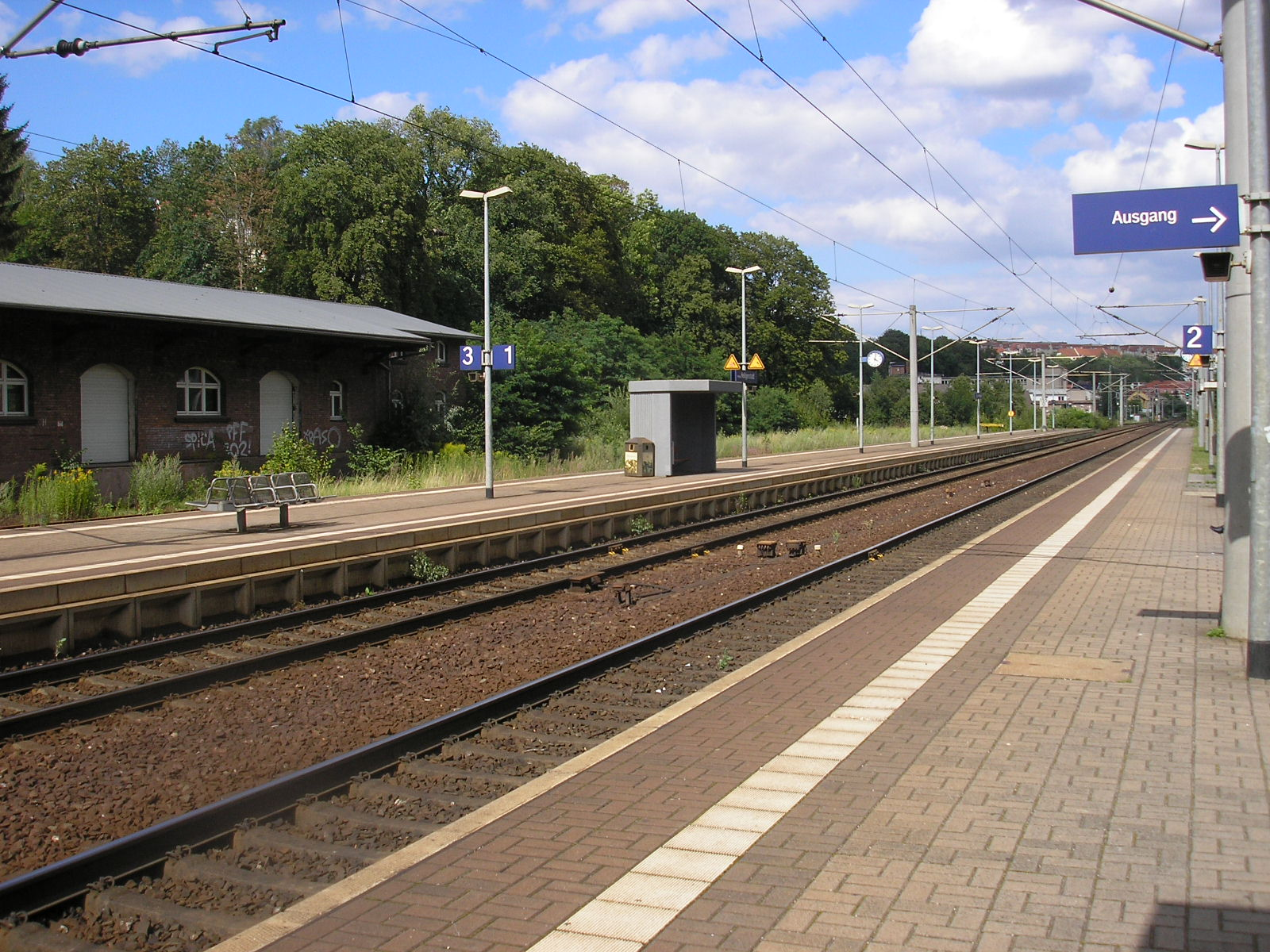
Bahnsteige
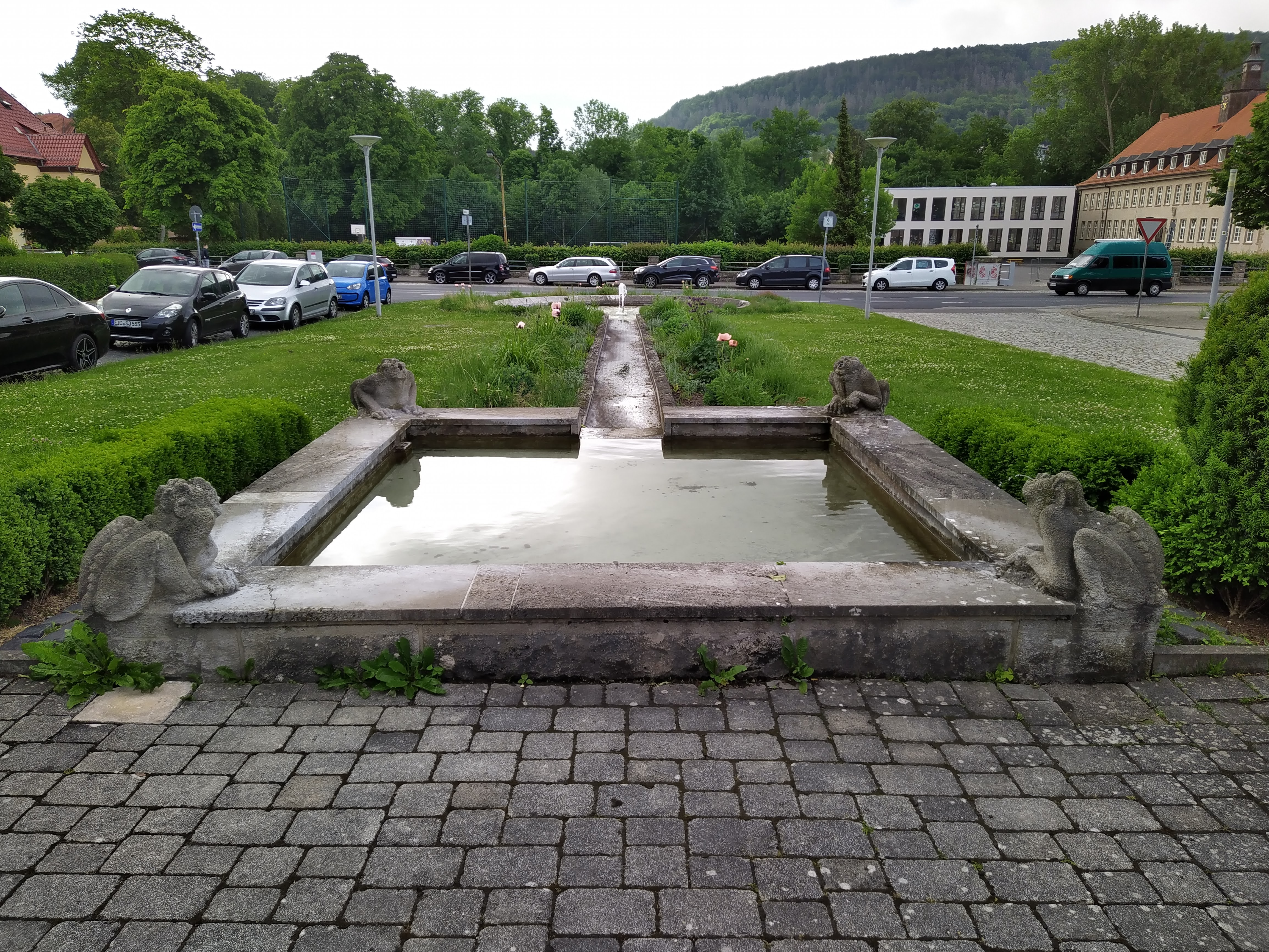
Bahnhofsvorplatz mit Brunnenanlage

## Verkehr
Der Bahnhof Heilbad Heiligenstadt wird im Fahrplanjahr 2022 von folgenden Linien des Schienenpersonennahverkehrs bedient:
| Linie | Linienverlauf | Takt                                                                               | EVU                            |
| ----- | --- | ---------------------------------------------------------------------------------- | ------------------------------ |
| RE 1  | Göttingen – Heilbad Heiligenstadt – Leinefelde – Gotha – Erfurt – Jena-Göschwitz – Gera – Glauchau | 120 min                                                                            | DB Regio Südost                |
| RE 2  | Kassel-Wilhelmshöhe – Hann Münden – Witzenhausen Nord – Eichenberg – Arenshausen – Uder – Heilbad Heiligenstadt – Leinefelde – Silberhausen – Dachrieden – Mühlhausen (Thür) – (Großengottern – Schönstedt –)* Bad Langensalza – (Gräfentonna –)* Döllstädt – (Kühnhausen – Erfurt Nord –)* Erfurt Hbf * nur einzelne Züge in Tagesrandlage Stand: Fahrplanwechsel Dezember 2021 | 120 min                                                                            | DB Regio Südost                |
| RE 9  | Kassel-Wilhelmshöhe – Hann Münden – Witzenhausen Nord – Eichenberg – Heilbad Heiligenstadt – Leinefelde – Nordhausen – Sangerhausen – Halle (Saale) Hbf Stand: Fahrplanwechsel Dezember 2021 | 120 min                                                                            | Abellio Rail Mitteldeutschland |
| RB 57 | Heilbad Heiligenstadt – Leinefelde – Wolkramshausen – Nordhausen – Berga-Kelbra – Sangerhausen | 120 min (Heilbad Heiligenstadt–Nordhausen) einzelne Züge (Nordhausen–Sangerhausen) | Abellio Rail Mitteldeutschland |